# الأزمة الدبلوماسية الروسية الجورجية 2008
بدأت أزمة دبلوماسية دولية بين جورجيا وروسيا في عام 2008، عندما أعلنت روسيا أنها لن تشارك بعد الآن في العقوبات الاقتصادية التي فرضتها رابطة الدول المستقلة على أبخازيا في عام 1996 وأقامت علاقات مباشرة مع السلطات الانفصالية في أبخازيا و‌أوسيتيا الجنوبية. وكانت الأزمة مرتبطة بتوجه جورجيا نحو الحصول على خطة عمل تتعلق بالعضوية في منظمة حلف شمال الأطلسي، وبشكل غير مباشر، بإعلان كوسوفو الاستقلال من جانب واحد.
أدت التوترات المتزايدة إلى اندلاع الحرب الروسية الجورجية في عام 2008. وبعد الحرب، وقع عدد من الحوادث في منطقتي الصراع، وظلت التوترات بين المتحاربين مرتفعة.

## مقدمة الحرب
خلال الاجتماع مع رئيسي أبخازيا وأوسيتيا الجنوبية في فبراير 2008، أعلن مسؤول روسي أن موسكو ينبغي أن «تعيد تشكيل علاقاتها مع الجمهوريات المعلنة ذاتيا». دعا مجلس الدوما الروسي إلى عقد جلسة في 13 مارس لمناقشة مسألة الاعتراف بالجمهوريات غير المعترف بها في الاتحاد السوفياتي السابق.
في 6 مارس 2008، رفعت روسيا عقوبات رابطة الدول المستقلة المفروضة على أبخازيا في عام 1996، وأعلنت أنها عتيقة، «مما أعاق تنفيذ البرامج الاقتصادية والاجتماعية في المنطقة ويتسبب في مشقة لا مبرر لها لشعب أبخازيا». وقد قوبل القرار الروسي باحتجاجات من تبيليسي وافتقاره إلى الدعم من بلدان رابطة الدول المستقلة الأخرى. وحذرت شالفا ناتيلاشفيلي، زعيم حزب العمل الجورجي، من رفع روسيا للعقوبات الاقتصادية المفروضة على أبخازيا، مما يعني أن جورجيا ستخسر أبخازيا. قال وزير الخارجية السلوفيني ديمتري روبل إن الاتحاد الأوروبي يشعر بالقلق إزاء هذا التطور. وأعرب وزير الخارجية السويدي كارل بيلت عن قلقه إزاء إسقاط القيود التجارية قائلاً: «قد يبدو ذلك بمثابة ضم فعلي، وهذا أمر يثير قلقاً بالغاً إذا ما كان الأمر كذلك».
في 1 مارس 2008، عين الجنرال الروسي فاسيلي لونيف، النائب السابق لقائد المنطقة العسكرية في سيبيريا، وزيرا للدفاع في أوسيتيا الجنوبية.
قدمت كل من أبخازيا وأوسيتيا الجنوبية طلبات رسمية للاعتراف باستقلالهما لروسيا، والمجتمع الدولي، مستشهدين بسابقة الاعتراف بكوسوفو. قال المفوض الأوروبي للعلاقات الخارجية بنيتا فيريرو-والدنر إنه كان هناك «انشغال وقلق متزايدين بأن روسيا قد تمهد الطريق للاعتراف بأبخازيا»، وذكرت دعم الاتحاد الأوروبي لسلامة أراضي جورجيا.
وحذر سفير روسيا لدى منظمة حلف شمال الأطلسي من أن التحرك الذي تقوم به جورجيا للانضمام إلى منظمة حلف شمال الأطلسي يمكن أن يعزز الاعتراف باستقلال أبخازيا وأوسيتيا الجنوبية، بحجة أن الاستفتاء الذي أجري في جورجيا لم يشمل الدولتين الانفصاليتين، فقد أظهر أن جورجيا تعتزم الانضمام إلى حلف شمال الأطلسي من دونهما.
في 13 مارس، أوصت لجنة مجلس الدوما لرابطة الدول المستقلة، عقب جلسة استماع بشأن الجمهوريات التي لم يعترف بها، بتعميق الصلات مع أبخازيا وأوسيتيا الجنوبية و‌ترانسنيستريا. وشملت التوصيات الأخرى إنشاء بعثات دبلوماسية في المناطق (مع وزارة الخارجية لتقرر ما إذا كانت ستكون قنصليات أو نوع آخر من البعثات)، وإزالة رسوم الاستيراد على السلع التي أنشأتها الشركات التجارية مع حملة الأسهم الروسية في المناطق، وزيادة المساعدة الإنسانية والاقتصادية المقدمة إلى حاملي جوازات السفر الروسية في المناطق. وصفت صحيفة Nezavisimaya Gazeta اليومية جلسة الاستماع بأنها «بدء إجراءات الاعتراف».
وفي 21 مارس 2008، اتخذ مجلس الدوما الروسي قرارا دعا فيه الرئيس الروسي والحكومة إلى النظر في الاعتراف بأبخازيا وأوسيتيا الجنوبية.
وفي 3 أبريل 2008، عندما عُقد مؤتمر قمة منظمة حلف شمال الأطلسي في بوخارست، بعث الرئيس بوتين برسالة إلى زعيمي أبخازيا وأوسيتيا الجنوبية، خاطبتهم باسم «الرؤساء» ووعد بتقديم الدعم الروسي الذي سيكون «عمليا وليس إعلانيا» في طبيعته. وبعد خمسة أيام، تلقت وزارة العدل الجورجية رسالة من نظيرتها الروسية؛ وذكرت الرسالة أن روسيا سترفع علاقاتها المباشرة مع المنطقتين الانفصاليتين، وتضمنت لغة من قبيل «التعاون الوثيق وإجراء المحادثات واتخاذ القرارات ذات الصلة بالقانون مع السلطات الأبخازية».
وفي 16 أبريل 2008، أعلن فلاديمير بوتين أن روسيا سوف تعترف ببعض الوثائق الصادرة عن السلطات الانفصالية وأن تتعاون معها بشأن قضايا التجارة والمسائل الأخرى. وأوعز بوتين أيضا إلى حكومته أن تعترف بالأعمال التجارية والمنظمات المسجلة في إطار قانون أبخازيا وأوسيتيا الجنوبية، وأن تنظر في توفير الخدمات القنصلية للمقيمين في المنطقتين. وقال وزير الخارجية الجورجية ديفيد باكرادزه إن تحرك روسيا يرقى إلى «إضفاء الشرعية على عملية الضم الفعلي» التي تقوم بها روسيا وحث الأمين العام لمنظمة حلف شمال الأطلسي ياب دي هوب شيفر روسيا على إبطال هذه الخطوة. وارتبط هذا القرار بضغط جورجيا لصالح الحصول على خطة عمل تتعلق بالعضوية في منظمة حلف شمال الأطلسي، وبشكل غير مباشر، بإعلان كوسوفو الاستقلال من جانب واحد. قال دبلوماسي روسي مجهول الهوية لجزازيا جازيتا إن مشروع المرسوم يهدف إلى الضم بحكم الأمر الواقع لا الاعتراف.
وأثارت التعاملات المباشرة بين روسيا وأبخازيا بشأن نقل المواطنين الروس من السجون الأبخازية قلق الأمين العام لمجلس أوروبا تيري ديفيس حيث تمت التعاملات دون التماس إذن من الحكومة الجورجية.